# برأفتاب علي كرمي (تشنار)
برأفتاب علي كرمي (بالفارسية: برآفتاب علی کرمی) هي قرية تقع في إيران في قسم تشنار الريفي. يقدر عدد سكانها بـ 10 نسمة بحسب إحصاء 2016.